# 繋テレビ中継局
繋テレビ中継局（つなぎテレビちゅうけいきょく）は、岩手県盛岡市繋地区にあったテレビ中継局。

## 中継局概要

### アナログテレビ放送
| チャンネル 番号 | 放送局名     | 空中線 電力         | ERP                 | 偏波面   | 放送対象地域 | 放送区域 内世帯数 | 運用開始日      |
| --------------- | ------------ | ------------------- | ------------------- | -------- | ------------ | ----------------- | --------------- |
| 1               | NHK 盛岡総合 | 映像100mW/ 音声25mW | 映像160mW/ 音声45mW | 垂直偏波 | 岩手県       | -                 | 1965年 12月18日 |
| 3               | IBC 岩手放送 | 映像100mW/ 音声25mW | 映像155mW/ 音声39mW | 垂直偏波 | 岩手県       | -                 | 1965年 12月18日 |
| 10              | NHK 盛岡教育 | 映像100mW/ 音声25mW | 映像140mW/ 音声35mW | 垂直偏波 | 全国         | -                 | 1965年 12月18日 |

- 所在地： 盛岡市繋字湯ノ舘[2]（湯ノ館山）
- 2011年7月24日をもってすべて廃止される予定だったが、東日本大震災の影響により、2012年3月31日に延期された。
- デジタルテレビ放送については、雫石・谷地山・盛岡局によってカバーされている[3]。